# Rio di San Stae
Le rio de San Stae (canal de Saint-Eustache) est un canal de Venise dans le sestiere de Santa Croce. Ce rio est aussi appelé Rio Mocenigo ou Rio de la Rioda.

## Description

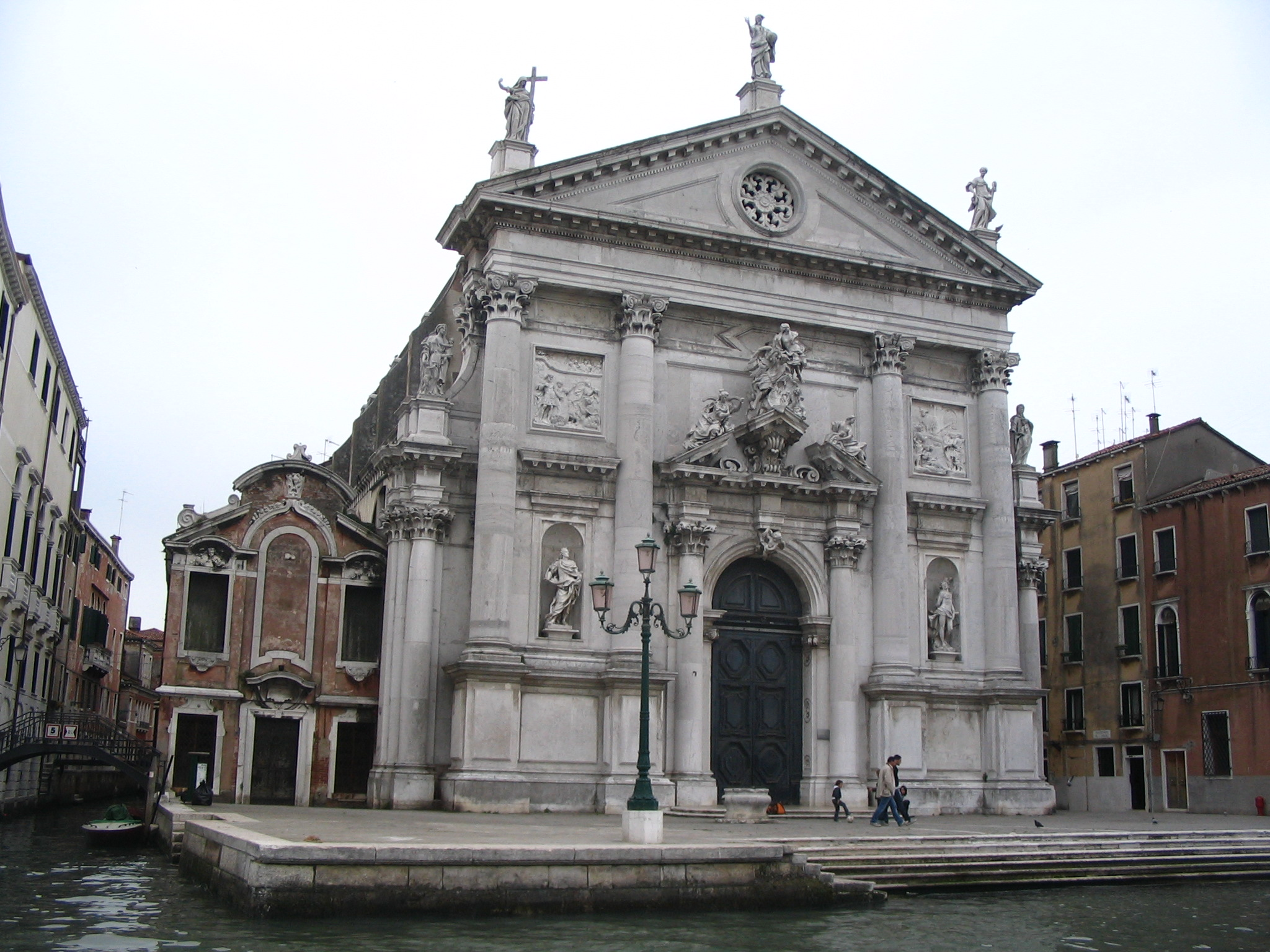
Le rio de S.Stae débouche à gauche de l'église éponyme et de la scuola dei Battioro e Tiraoro
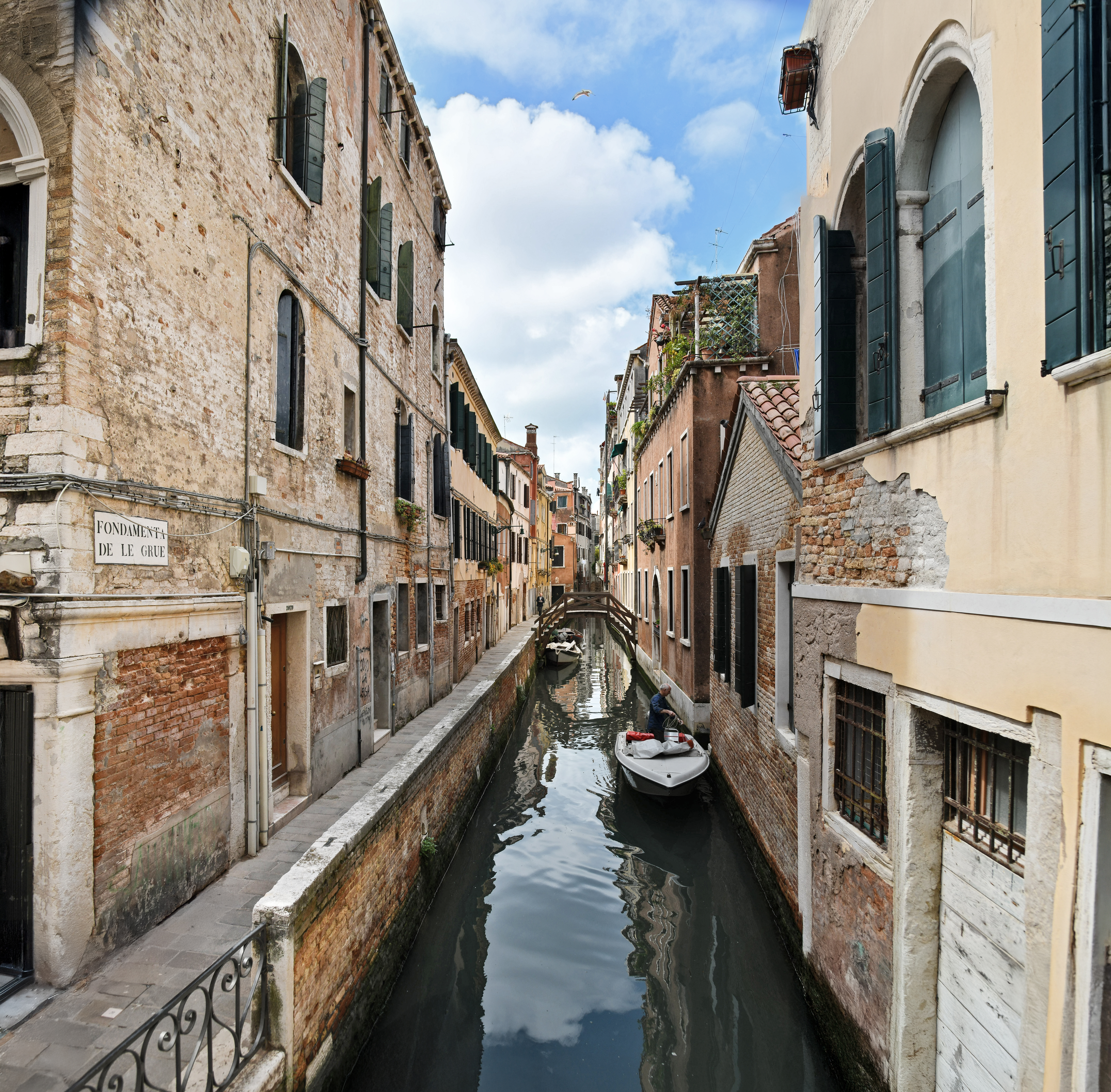
Rio di San Stae et Fondamenta de le Grue vue depuis le Ponte de la Rioda
Rio di San Stae et Fondamenta Rimpeto Mocenigo vue depuis le Ponte de la Rioda

Le rio de San Stae a une longueur d'environ 300 m. Il relie le rio de San Boldo vers le nord-nord-est au Grand Canal.

Campo San Stae, le Rio di San Stae se jette dans el Grand Canal

## Origine
- Le nom provient de l'Église San Stae toute proche.
- Le nom Rioda provient de roda (roue). Cette roue figura probablement dans le blason de la famille patricienne Molin, gravé sur la muraille de la dernière fondamenta vers le Grand Canal, qui servit de réduit à la confrérie des Battioro et des Tiraoro, artisans de l'or. Les Tiraoro étiraient des fils d'or fins qui pouvaient être filés avec de la soie ; les Battioro battaient l'or en feuilles très minces pour dorer les œuvres d'art. Leur schola était celle de Sant'Eustachio.

## Situation
Ce rio longe :
- le fondamente de le Grue ;
- le campo de l'église San Stae ;
- la scuola dei Tiraoro e Battioro (artisans de l'or).

## Ponts
Ce rio est traversé par deux ponts (de nord en sud):
- le Ponte de Ca' Giovannelli reliant le sotoportego éponyme au Campo San Stae;
- le Ponte de la Rioda  reliant la Calle de lo Spezier au Ramo Ponte de la Rioda .